# Dimethoxanate
Dimethoxanate là một thuốc giảm ho.